# 仁祖
仁祖（じんそ、インジョ、1595年12月7日 - 1649年6月17日、在位：1623年4月12日 - 1649年6月17日）は李氏朝鮮時代の第16代国王。諱は倧（そう、ジョン、종）。クーデター（仁祖反正）によって即位し、親明反後金政策を取ったため、後金軍の侵攻を受け、後に清と改称した後金に再度侵攻され服属を余儀なくされた。

## 家族
第14代国王宣祖の庶五男定遠君（ていえんくん、チョンウォングン）李琈（元宗）の長男として生まれた。母は左参賛・具思孟の娘である仁献王后である。幼名は天胤、諱は倧、字は和伯、号は松窓といった。1607年12歳で綾陽君（りょうようくん、ヌンヤングン）に封じられている。王妃は韓浚謙の娘である仁烈王后（じんれつおうこう、インリョルワンフ）で4男が生まれた。後添えの妃は趙昌遠の娘である荘烈王后（そうれつおうこう ちょうし、チャンリョルワンフ）で子はなかった。第15代国王光海君の甥にあたる。実弟に綾原大君（りょうげんだいくん、ヌンウォンデグン、1598年 - 1656年）、綾昌大君（りょうしょうだいくん、ヌンチャンデグン、1599年 - 1615年）、綾豊君（りょうほうくん、ヌンプングン、夭逝）がいる。

## 生涯

### 生誕
壬辰倭乱により父の定遠君が海州へと逃れた時分に誕生。生まれたときには、赤い発光という超常現象が発生した。自ら口頭で述べるのが得意でなかったことから、吃音症ではないかともいわれる。かわりに、文字の学習は早かったことから祖父の宣祖に可愛がられた。右足にいぼがあったため、漢の高祖の再来とされた。

### 仁祖反正
綾陽君は本来王位を望める立場ではなかったが、明と後金が満州で対峙する国際情勢の中で中立政策を維持する第15代国王・光海君を生ぬるいとする西人派が1623年3月13日、宮中（宮廷）クーデターによって光海君を廃位し、仁祖を擁立して即位させた（西人の乱。朝鮮史上では仁祖反正という）。翌年、平安道で李适の反乱が起り、一時ソウルを占領したが、間もなく鎮圧された。生き残った者は満州に逃れ、後金に仁祖の王位簒奪を告げた。

### 相次ぐ侵略
西人派政権は国際情勢に暗く、親明反後金政策を鮮明にし、明将毛文龍の鉄山（平安道）進駐を認めた。毛文龍は鉄山を根拠地としてしばしば後金の背後を襲ったため、後金主ホンタイジは1627年、アミン（阿敏）に3万の兵を授けて朝鮮討伐に向かわせた。後金軍は鴨緑江を越え、平安道の平壌を占領して中和まで達し、鉄山の明軍も蹴散らし、毛文龍は海島に逃れた。朝鮮の部将で後金に抑留されていた姜弘立の斡旋によって朝鮮側が和議に応じ、兄弟の盟約を結んだので、後金軍は引き返した (丁卯胡乱)。
その後、後金は遼西地方にも勢力を拡大して、国号を清と定め、瀋陽に遷都している。皇帝を名乗ったホンタイジはこれまで兄弟の関係であった朝鮮に君臣の関係を結ぶように迫った。朝鮮朝廷では和戦双方の議論が戦わされ、李貴、崔鳴吉、洪瑞鳳らクーデターの功臣は主和論を主張したが、大勢は名分論を振りかざす主戦論が優勢となり、朝鮮は清皇帝を認めず宣戦を布告するに至った。1636年1月、ホンタイジは10万の兵を率いて疾風のように鴨緑江を越え、わずか5日目にソウルを蹂躙した (丙子の乱)。
仁祖は当初、江華島に逃れて抗戦する予定であったが、清軍の進撃速度があまりに速いため間に合わず、ソウル南方の南漢山城（現・京畿道城南市）に立て篭もった。南漢山城には14,000の兵力と50日分の食料しかなく、到底長期抗戦は不可能であった。

### 三田渡の盟約
45日の抗戦の後、降伏を決意した仁祖は1637年1月30日、漢江南岸の三田渡にある清軍本営に出向き、ホンタイジが天子であることを三跪九叩頭の礼によって認めるという屈辱的な城下の盟を余儀なくされた。
これ以後、近代に至るまで、朝鮮は清の冊封国となる。しかも仁祖の長男、昭顕世子は人質として清に抑留された。今も三田渡（現・ソウル市松坡区石村洞）にはホンタイジが建てた盟約碑（三田渡碑）が残る。清軍は50万の朝鮮人捕虜を引き連れて満州に帰還した。

### 世子との対立
昭顕世子は瀋陽で8年にわたる抑留生活を送った後、1644年に清軍と共に北京に入城し、アダム・シャールらイエズス会宣教師らと交際し、西洋の文物を携えて1645年に帰国した。既に明が滅んだ以上、人質の必要はなくなったのである。しかし、昭顕世子は親清であると見た（蛮夷である西洋の文物に心動かされた事を憎んだからという説もある）仁祖との仲は悪化していった。昭顕世子の死後、彼の息子ではなく弟の鳳林大君（ポンリムテグン、後の第17代国王孝宗）が世子となったことから、現在でも仁祖による毒殺を疑う噂がある。朝鮮ではその後も北伐論が噴出したが、清が大陸の主となった以上、不可能なことであった。

## 日本との関係
朝鮮通信使は前王光海君の時代に回答兼刷還使として始められ、1607年と1617年に日本へ派遣されているが、仁祖の代になってからも1624年、鄭岦を正使、姜弘重を副使とする回答兼刷還使が3代将軍徳川家光の襲職祝賀のために派遣されている。再三日本側から通信使派遣の要請があったのにもかかわらず回答兼刷還使を派遣したのは、朝鮮の役の戦後処理を派遣目的とさせていたためである。
正式に信（よしみ）を通わす使者として通信使が日本に派遣されたのは、1636年の任絖を正使、金世濂を副使とする通信使を日本に派遣した時からである。翌年正月に三田渡の盟約によって清の冊封国となったので、本格的に日本との安定的友好関係を築こうとしたからであろう。このため、通信使任絖らは日本に朝鮮が大清の傘下に入ったことを伝えると共に南方物産確保のために特別に日本に赴いたものである。1642年2月、江戸幕府は対馬藩を通じて徳川家綱の誕生と日光の東照宮が完成されたことを祝う通信使の派遣を朝鮮に要求した。さらに東照宮の境内を飾るのに必要な国王の御筆、大蔵経、梵鐘、香炉などの贈り物も供与するように要請しており、仁祖は自らの御筆と叔父義昌君が書いた扁額を作成し、崔鳴吉らの重臣に祝賀詩文を書かせた。徳川家康の功徳を讃える銘文が刻まれた梵鐘も制作した。以上の贈り物は翌1643年に尹順之を正使、趙絅を副使とする通信使が訪日した際に幕府に贈られた。歴代の朝鮮国王のなかで3回も通信使を日本に派遣したのは仁祖と第19代国王の粛宗だけである。

## 家系
- 祖父: 宣祖（1552年 - 1608年）
- 嫡祖母: 仁穆王后金氏（1584年 - 1632年）
- 祖母: 仁嬪金氏（1555年 - 1613年）
- 父: 定遠君/元宗 李琈（1580年 - 1620年）
- 母: 仁献王后具氏（1578年 - 1626年）
  - 弟: 綾原大君 李俌（朝鮮語版）（1598年 - 1656年）
  - 弟: 綾昌大君 李佺（朝鮮語版）（1599年 - 1615年）

### 宗室
- 正室: 仁烈王后韓氏（1594年 - 1635年） - 西平府院君韓浚謙（朝鮮語版）の娘
  - 昭顕世子 李𣳫（イ・ワン）（1612年 - 1645年）- 即位前に薨去
  - 鳳林大君/孝宗 李淏（1619年 - 1659年）- 李氏朝鮮第17代国王
  - 麟坪大君 李㴭（朝鮮語版）（1622年 - 1658年）
  - 龍城大君 李滾（朝鮮語版）（1624年 - 1629年）
  - 他、王子1人、王女1人があったがいずれも夭折
- 継室: 荘烈王后趙氏（1624年 - 1688年）- 漢原府院君趙昌遠（朝鮮語版）の娘
  - 子女なし
- 後宮: 貴人趙氏（生年不詳 - 1651年） - 趙琦の娘。廃位後賜死。悪女として知られている
  - 孝明翁主（1637年 - 1700年）- 金世龍正室
  - 崇善君 李澂（朝鮮語版）（1639年 - 1690年）
  - 楽善君 李潚（朝鮮語版）（1641年 -1695年）
- 後宮: 貴人張氏（朝鮮語版）（生年不詳 - 1671年）
- 後宮: 淑儀羅氏（朝鮮語版）（生没年不詳）
- 後宮: 尚宮 李貞敏（生年不詳 - 1643年）- 流刑後賜死[5]

## 諡号
清から贈られた諡号は、「荘穆王」である。この諡号は、治世中の公式記録から徹底して取り除かれており、『朝鮮王朝実録』、朝鮮国王の行状、『陵誌文』といったほとんど全ての公式記録から取り除かれ、外交文書以外にはほとんど使用されなかった。『朝鮮王朝実録』は、清から諡号を授かった事実を記録するのみで贈られた諡号を記録していない。その理由は、「夷狄」とみなした清からの諡号を恥辱に感じていたからであり、表向きは清に対して朝貢・冊封の事大をおこない、恭順の姿勢を装うが、清に対する反発が拭い難く根付いていた。

## 仁祖が登場する作品
映画
- 天命の城（朝鮮語版）（2017年、配役: パク・ヘイル）[6]

テレビドラマ
- 大命（KBS、1981年、日本未公開、配役: キム・ドンフン）
- 朝鮮王朝五百年 傀儡王 仁祖（MBC、1986年、配役: リュ・インチョン）
- 宮廷女官キム尚宮（KBS、1995年、配役: パク・ジンヒョン）
- 王の女（SBS、2003年、配役: アン・ホンジン（朝鮮語版））
- イルジメ〜一枝梅（SBS、2008年、配役: キム・チャンワン）
- 必殺! 最強チル（KBS、2008年、配役: チェ・ジョンウ）
- 推奴（KBS、2010年、配役: キム・ガプス）
- 馬医（MBC、2012-2013年、配役: ソヌ・ジェドク（朝鮮語版））
- 花たちの戦い -宮廷残酷史-（JTBC、2014年、配役: イ・ドックァ）
- 三銃士（tvN、2014年、配役: キム・ミョンス）
- 華政（MBC、2015年、配役: キム・ジェウォン）
- ノクドゥ伝（KBS、2019年、配役: カン・テオ(5urprise)）（注：綾陽君として）
- ポッサム〜愛と運命を盗んだ男〜（MBN、2021年、配役: イ・ミンジェ（朝鮮語版））
- 恋人（MBC、2023年、配役: キム・ジョンテ（朝鮮語版））